# Enija
Enija (grč. Ἐνυώ, Enyṓ) je božica rata u grčkoj mitologiji i pratilica Aresa.
Bila je božica iz skupine Greja.

## Mitologija
Prema grčkom književniku Kvintu Smirnjaninu, bila je kćerka Zeusa i Here. Enija je opisana kao strašna božica, kojoj pogoduju razaranja gradova i krv poginulih ratnika. Pojavljivala se na bojnom polju zajedno s bogom Aresom i zbog toga je kasnije proglašavana njegovom majkom, kćerkom ili dojkinjom. Neki izvori ukazuju da je s Aresom imala sina Enijalija. Prema Heziodovoj teogoniji ona je bila jedna od Greja. Identificirana je s boginjom Eridom i Homer. Kasnije je božica poistovjećena s maloazijskom boginjom Ma i rimskom boginjom Belonom.

## Vanjske poveznice
- Enija enciklopedija.hr